# Сомпольно
Сомпо́льно (пол. Sompolno) — місто в центральній Польщі.

## Демографія
Демографічна структура станом на 31 березня 2011 року:
|          | Загалом | Допрацездатний вік | Працездатний вік | Постпрацездатний вік |
| -------- | ------- | ------------------ | ---------------- | -------------------- |
| Чоловіки | 1793    | 383                | 1248             | 162                  |
| Жінки    | 1924    | 368                | 1204             | 352                  |
| Разом    | 3717    | 751                | 2452             | 514                  |